# 大京アステージ
株式会社大京アステージ（だいきょうアステージ）は、日本における大手の不動産管理会社。マンション管理受託戸数53万9263戸、受託管理組合数9564組合（2024年5月現在）。オリックス株式会社の100％完全子会社となり上場廃止（2019年現在）。

## 沿革
- 1969年 株式会社大京の子会社として大京管理株式会社設立
- 2000年 大規模修繕工事業務・マンション管理業務でISO認証取得
- 2004年 大京グループのマンション受託管理戸数が30万戸を突破
- 2006年 大京グループのマンション受託管理組合数が6,000組合を突破
- 2007年 沖縄大京を吸収合併・株式会社大京アステージに商号変更[4]
- 2012年 株式会社グランドアメニティの株式を取得、子会社化[5]
- 2013年 ジャパン・リビング・コミュニティと合併[6]
- 2013年（平成25年） - 大京が穴吹工務店グループの全株式を取得する。
- 2014年 子会社の大京ライフを吸収合併[7]、工事事業を前年に設立した株式会社大京建設（現・大京穴吹建設）に承継[8]
- 2015年 株式会社穴吹コミュニティが株式会社グランドアメニティを吸収合併[9]
- 2015年 オリックス前CEOの宮内義彦が「働かない正社員を解雇できる社会にしたい」と述べている[10]。
- 2018年 大京株の67.95%を保有するオリックス株式会社は、TOB（株式公開買い付け）を実施し、同社を完全子会社にすると発表した[11]。
- 2019年 オリックス株式会社が株式会社大京の全株式を取得し、大京は上場廃止となり、オリックスの完全子会社となる[12]。
- 2021年 大京社長の小島一雄が退任し、オリックス不動産（株）取締役社長の深谷敏成が新社長に就任する[13]。

## 不祥事、行政指示及び業務停止処分
- 2008年 大京アステージ沖縄支店係長が、19の管理組合の修繕積立金等合計約8千万円を横領[14]。
- 2009年 大京アステージ埼玉、神奈川、静岡県の社員3人による管理組合財産の着服で関東地方整備局から指示処分を受けている[15]。
- 2018年 複数の管理組合において、組合の資金を着服したため、国土交通省はマンション管理適正化法に基づく60日間の業務停止処分[16]。

## ライオンズマンショングローベル逗子の丘の斜面崩壊、18歳女子高生が死亡
2020年2月5日、ライオンズマンショングローベル逗子の丘の斜面が崩壊し、18歳の女子高生が生き埋めになり死亡したが、女子高校生の遺族がマンションの管理会社大京アステージを業務上過失致死の疑いで、ライオンズマンショングローベル逗子の丘の区分所有者を過失致死の疑いで告訴した。
事件前日の、2020年2月4日、マンション管理人が地面に現れた亀裂の報告を管理会社大京アステージのフロントマンに報告したが、大京アステージから神奈川県への報告はなく、安全対策は取られなかった。
神奈川県は「亀裂の情報を知らされていれば、現地に調査に行ったり、市道を通行規制するなど市側に何らかの対応を求めたりして、生徒の死を防ぐことができたかもしれない（原文ママ）」と述べている。
2021年5月21日、横浜地裁での口頭弁論で、管理会社大京アステージは請求の棄却を求め、生き埋めになり死亡した18歳の女子高生の遺族と争う姿勢を示した。
2023年6月23日、業務上必要な注意を怠った可能性があるとして、神奈川県警察は、事故当時、大京アステージ湘南支店でこのマンションを担当していた30代男性社員を業務上過失致死容疑で書類送検した。同年12月13日、横浜地方検察庁横須賀支部は、崩落を予見することは困難だったと判断しこの社員を不起訴とした。
同年12月15日、横浜地裁は会社側の不法行為責任を認め、大京アステージに対し約107万円の賠償を命じた。（遺族へ）
また、住民は遺族に1億円の支払いで示談が成立しており、住民は大京アステージが適切な管理や措置を怠ったとして横浜地裁は会社側の不法行為責任を認め、大京アステージに対し約4193万円の賠償を命じた。（マンション住人が遺族へ払った1億円のうち約4193万円を大京アステージの責任負担とした）
なお、上記は、住民が遺族へ支払った示談金1億円のうちの9600万円の責任支払を求め　売り主、販売代理店、設計会社、管理会社（大京アステージ）の4社を提訴したが、横浜地裁は前期の3社への請求は棄却し、大京アステージのみ有責とし、約4200万円の賠償を命じた。

## 大京をオリックスグループとして認識するものではない
大京の子会社化の発表時にオリックス広報は、「大京をオリックスグループとして認識するものではない」と述べている。持ち株比率を増やし、オリックスの傘下に取り込むも、大京はあくまでも「投資事業の対象」という位置づけとする。投資対象として期間収益を取込み、最終的には、売却してエグジット益を狙う基本戦略となる。投資案件として成功したか否かは、あおぞら銀行同様、大京がオリックス連結グループを外れる時、最終的なエグジットの結果次第である。

## 親会社
- オリックス株式会社
- オリックス不動産

## 同列子会社
- 大京
- 大京穴吹不動産
- オリックス・ファシリティーズ
- 穴吹コミュニティ